# Bono Giamboni
Bono Giamboni (prima del 1240 – 1292 circa) è stato uno scrittore italiano del Duecento.

## Biografia

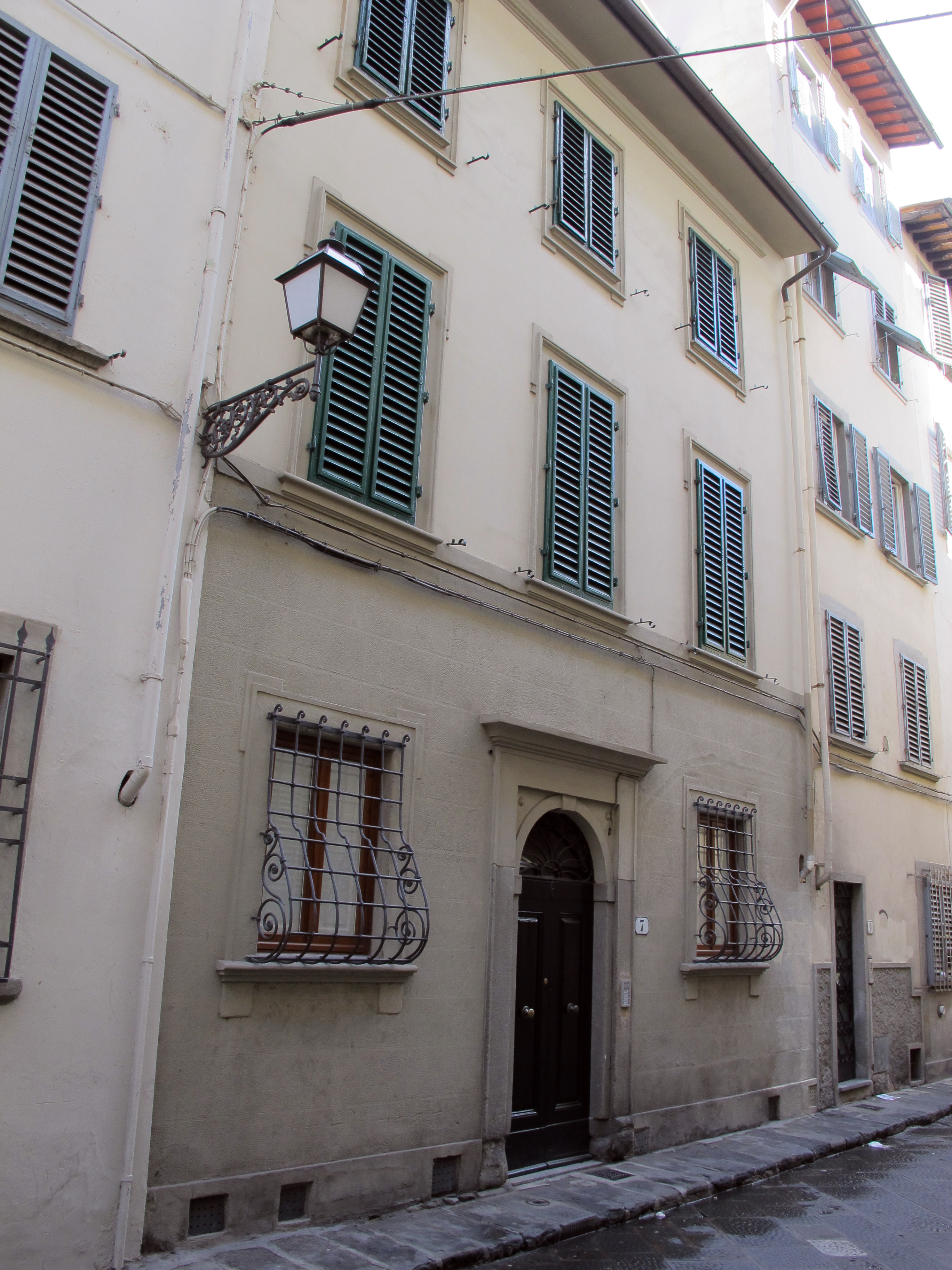
La casa di Bono Giamboni in via delle Pinzochere a Firenze

Poco si sa della vita di Bono Giamboni: nato presumibilmente prima del 1240, esercitò come già il padre Giambono del Vecchio la professione di giudice podestarile, presso la curia del sestiere di Por San Piero a Firenze, e in tale veste appare in atti datati agli anni 1261-1262, 1281-1282, 1286, 1290-1291.
Compare inoltre, come testimone o procuratore, in documenti compresi tra il 1264 e il 7 agosto 1292: dopo questa data non si hanno più sue notizie e si pensa che sia morto di lì a breve.  Ebbe un fratello di nome Giovanni e un figlio di nome Iacopo, la cui morte, avvenuta il 12 marzo 1346 (1345 secondo lo stile fiorentino dell'Incarnazione), è registrata da Giovanni Villani nella Nova Cronica, XIII, xxxvi.
Tra i suoi meriti vi fu il suo contributo alla diffusione della cultura tra la borghesia comunale di Firenze.
La sua opera Della miseria dell'uomo si può considerare parzialmente originale, anche se integrava pagine di Lotario di Segni e di Albertano, rivedute e corrette partendo da una fonte originale ascetica e pessimistica per approdare ad un trattato di morale e di religione indirizzato ai laici.
La sua opera principale fu comunque il Libro de' Vizi e delle Virtudi, scritto sulla falsariga della Psychomachia, caratterizzato dal combattimento tra vizi e virtù. L'opera, scritta con uno stile elegante, può essere ritenuta una delle più significative prose precedenti al Convivio.

## Opere e stile

### Traduzioni
Bono Giamboni tradusse in volgare le Historiae adversus paganos di Paolo Orosio e l'Epitoma rei militaris di Flavio Vegezio Renato, opere di tarda latinità, in cui dimostra una indubbia abilità compositiva. Giamboni infatti elimina i lunghi ed inattuali discorsi apologetici di Orosio, movendosi destramente tra gli artifici stilistici. A Bono è attribuita anche la traduzione-riduzione del De contemptu mundi di Lotario Diacono, in cui elimina intere parti, introduce una cornice alla maniera di Boezio e riduce la descrizione dell'inferno per dare più spazio al paradiso.

### Opere
Le opere principali di Bono Giamboni sono:
- Fiore di rettorica
- Della miseria dell'uomo
- Trattato di virtù e di vizi
- Libro de' Vizi e delle Virtudi

Quest'ultima, all'inizio ritenuta il volgarizzamento di due trattati medievali, ha come protagonista le personificazioni della Filosofia, della Fede, dei Vizi, delle Virtù, prese dall'iconografia cattolica. Le fonti principali furono il De consolatione philosophiae di Boezio, la Psicomachia di Prudenzio e l'In Rufinum di Claudiano. Una costante è la rassegna degli eserciti, che permette di introdurre i brani descrittivi necessari per la trattazione dogmatica e pedagogica nel disegno complessivo dell'opera, e che però non pesano con i valori simbolici e sono piuttosto eventi che interpongono toni da romanzo tra parti argomentative e raziocinanti. La prosa è costituita da periodi ampi, composti di varie preposizioni spesso disposte su diversi piani sintattici.

### Opere spurie
In passato sono state ascritte a Bono Giamboni anche le seguenti volgarizzazioni, attribuzioni oggi non più accettate:
- Volgarizzamento del Livres dou trésor di Brunetto Latini
- Volgarizzamento dell'Etica di Aristotele
- Volgarizzamento della Formula vitae honestae di Martino di Braga
- Giardino di consolazione: volgarizzamento del Viridarium consolationis, raccolta di auctoritates, a beneficio dei predicatori, compilata dal frate domenicano Jacopo da Benevento (fl. 1360). A volte è stata attribuita al figlio Iacopo